# Audi A8 D2
Der Audi A8 D2 (interne Typbezeichnung 4D) ist ein Oberklassefahrzeug von Audi, das von Mitte 1994 bis Mitte 2002 hergestellt bzw. Ende 2002 verkauft wurde. Der A8 D2 löste als zweite Generation der D-Plattform den Audi V8 von 1988 ab.

## Modellgeschichte

### Allgemeines

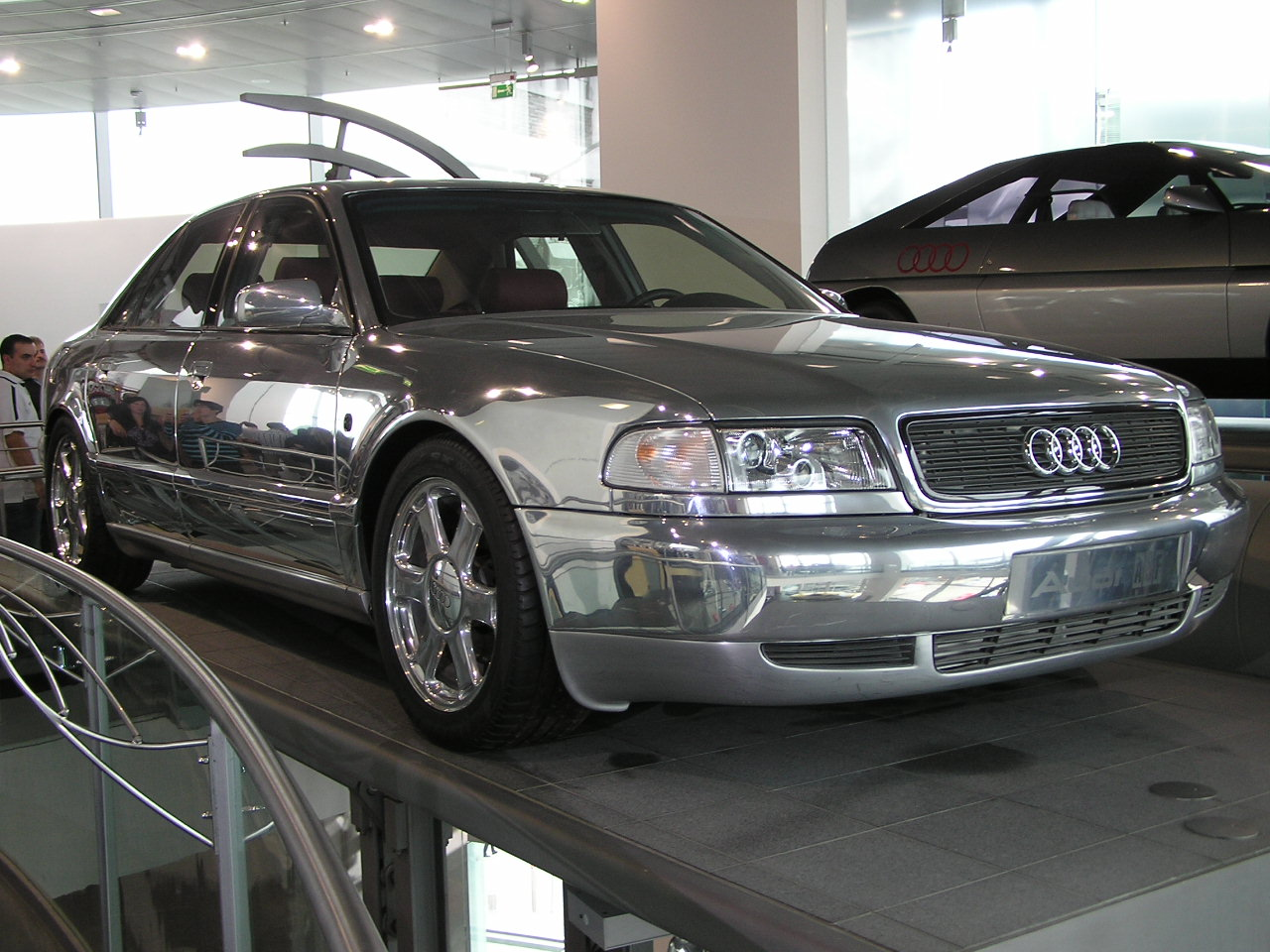
Konzeptstudie Audi Space Frame Concept Car von 1993

Audis Weg in die Oberklasse begann im Jahre 1988 mit dem Audi V8, dem ersten eigenständigen Oberklassemodell. Der Audi V8 war – trotz technisch eigenständiger Neukonstruktion – ein Ableger der C3-Plattform. Vor allem durch den Allradantrieb quattro erzielten diese Modelle zwar Achtungserfolge, eine breite Akzeptanz als konkurrenzfähiges Angebot zu Mercedes-Benz- oder BMW-Produkten erfuhren sie jedoch noch nicht.
Im Herbst 1991 stellte Audi zwei Prototypen mit aus Aluminium gefertigtem Gitterrohrrahmen und Karosserie vor: den Audi quattro spyder und den Avus quattro. Sie wurden auf der IAA und auf der Tokyo Motor Show präsentiert.
Im September 1993 wurde das sogenannte Audi Space Frame Concept Car – kurz ASF – auf der IAA vorgestellt. Es hatte einen 3,4-Liter-V8-TDI-Motor und entsprach – abgesehen von der polierten Aluminiumaußenhaut – weitestgehend dem Audi A8, der im Mai 1994 auf den Markt kam.
Die Karosserie des Audi A8 besteht nahezu komplett aus Aluminium. Dadurch sollen Rostprobleme vermieden werden, wobei allerdings auch Aluminium unter bestimmten Umständen korrodieren kann. Die selbsttragende Aluminiumkarosserie trägt den Namen Audi Space Frame. Schon das Vorgängermodell des ersten Audi A8 hatte eine vollverzinkte Karosserie, bei der Rostschäden äußerst selten vorkamen, in aller Regel nur nach unsachgemäß instandgesetzten Unfallschäden.
Ein weiteres Entwicklungsziel war und ist die Senkung des Fahrzeuggewichtes und damit verbunden des Verbrauchs. Dieses gelang nur zum Teil, da das Fahrzeug mit allen technisch möglichen Ausstattungsdetails ausgerüstet werden sollte. Dazu gehörte unter anderem der Quattro-Antrieb, der das Gewicht um etwa 100 kg erhöhte. Dennoch war der Audi A8 leichter als die vergleichbare BMW 7er-Reihe oder die Mercedes S-Klasse.
Der Audi A8 D2 wurde ausschließlich als Limousine mit Stufenheck angeboten. Eine Kombiversion befand sich nicht im Lieferprogramm.
Auf dem Genfer Auto-Salon 1997 wurde ein Konzeptfahrzeug einer Coupéversion basierend auf dem A8 D2 gezeigt, das von IVM Automotive aufgebaut wurde.
Im September 2001 stellte Audi, zu einer Zeit, in der der Audi A8 D2 verkauft wurde, auf der IAA die Studie des Audi Avantissimo vor.    Auch wenn die Reaktionen des Publikums überwiegend positiv waren, ist die Produktion eines solchen Kombis von Audi für die nähere Zukunft nicht vorgesehen. Wie beim Audi V8 gab es eine optional wählbare, verlängerte Karosserievariante: die Audi A8 Langversion.

### Markterfolg
Als bedeutender Faktor für den unmittelbaren Markterfolg des A8 kann die eher weniger beliebte S-Klasse W140 von Mercedes-Benz gelten: Viele potenzielle Käufer fühlten sich weder von den Dimensionen, noch vom Design des W140 angesprochen. Der Auftritt des A8 war hingegen recht zurückhaltend, besaß aber dafür eine sehr langlebige Designsprache. Außerdem stellte der A8 einen völlig eigenständigen Entwurf ohne Bezüge zur Audi-Mittelklasse dar. Die erste Version des A8 wurde mit einigen technischen Besonderheiten ausgestattet, die damals die Hauptkonkurrenten Mercedes-Benz S-Klasse und BMW-7er-Reihe noch nicht boten.
Dazu gehörte wiederum der Allradantrieb „quattro“ sowie die weltweit erste Aluminiumkarosserie in einem Serienfahrzeug der Oberklasse. Kritik musste sich der Wagen nach wie vor im Komfort-Kapitel gefallen lassen – ein Tribut an die eher sportliche Gesamtauslegung.
Vom Audi A8 der ersten Generation wurden 105.092 Stück bis zur Einstellung der Produktion am 30. Juli 2002 hergestellt.
Nach acht Jahren Bauzeit wurde der intern D2 genannte Ur-A8 im November 2002 (Modelljahr 2003) vom A8 D3 abgelöst.

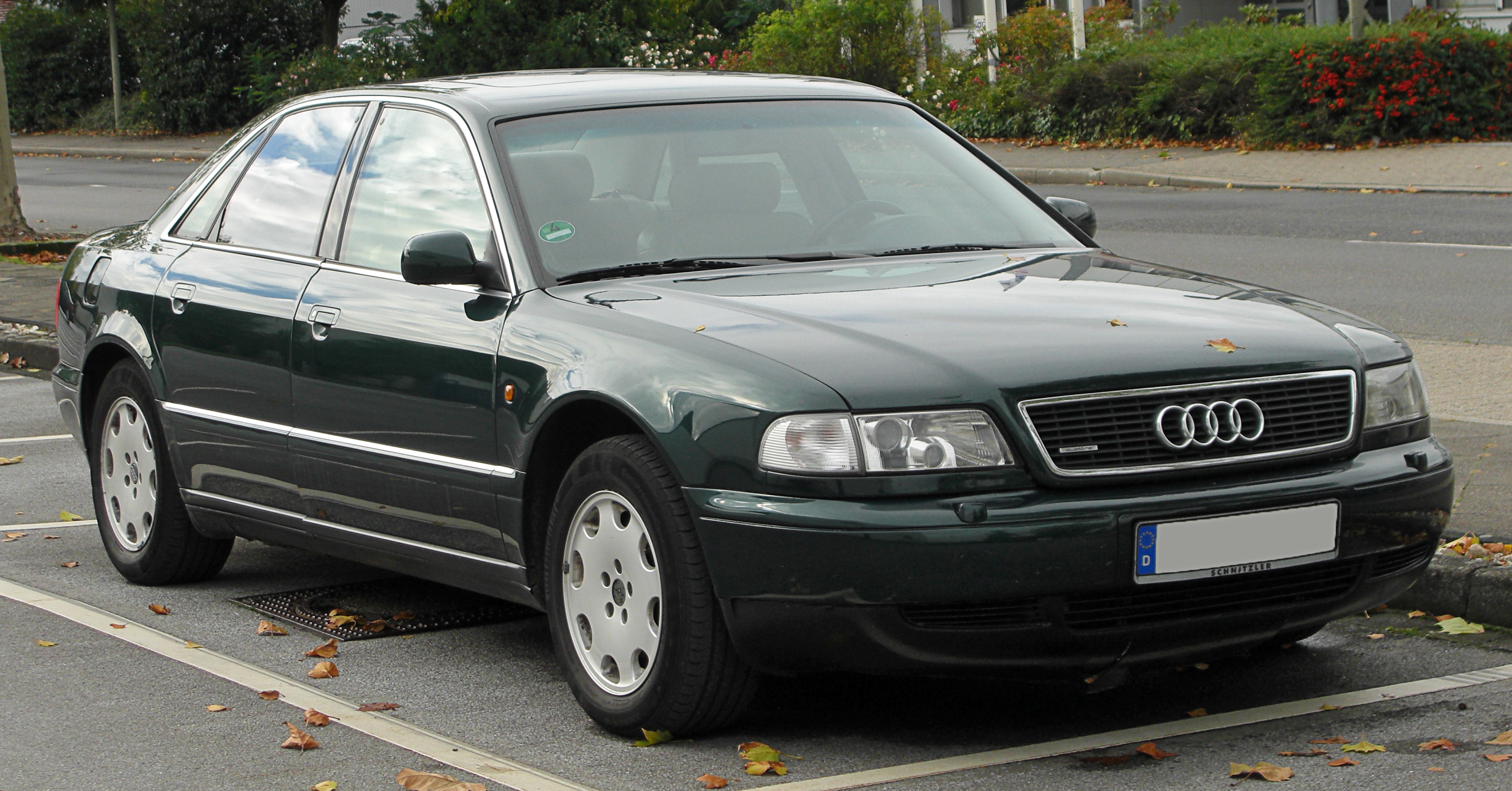
Audi A8 4D 4.2 quattro
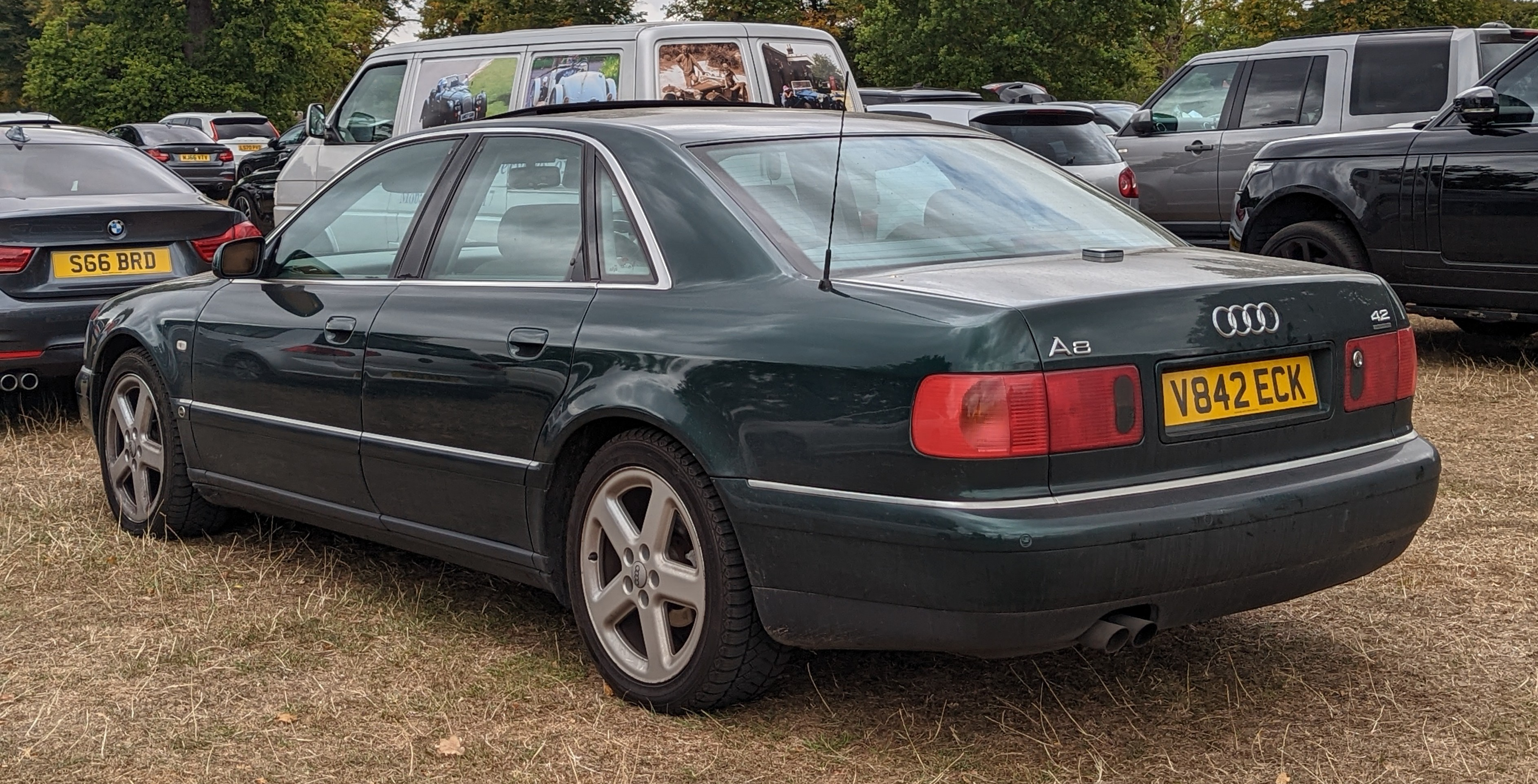
Heckansicht
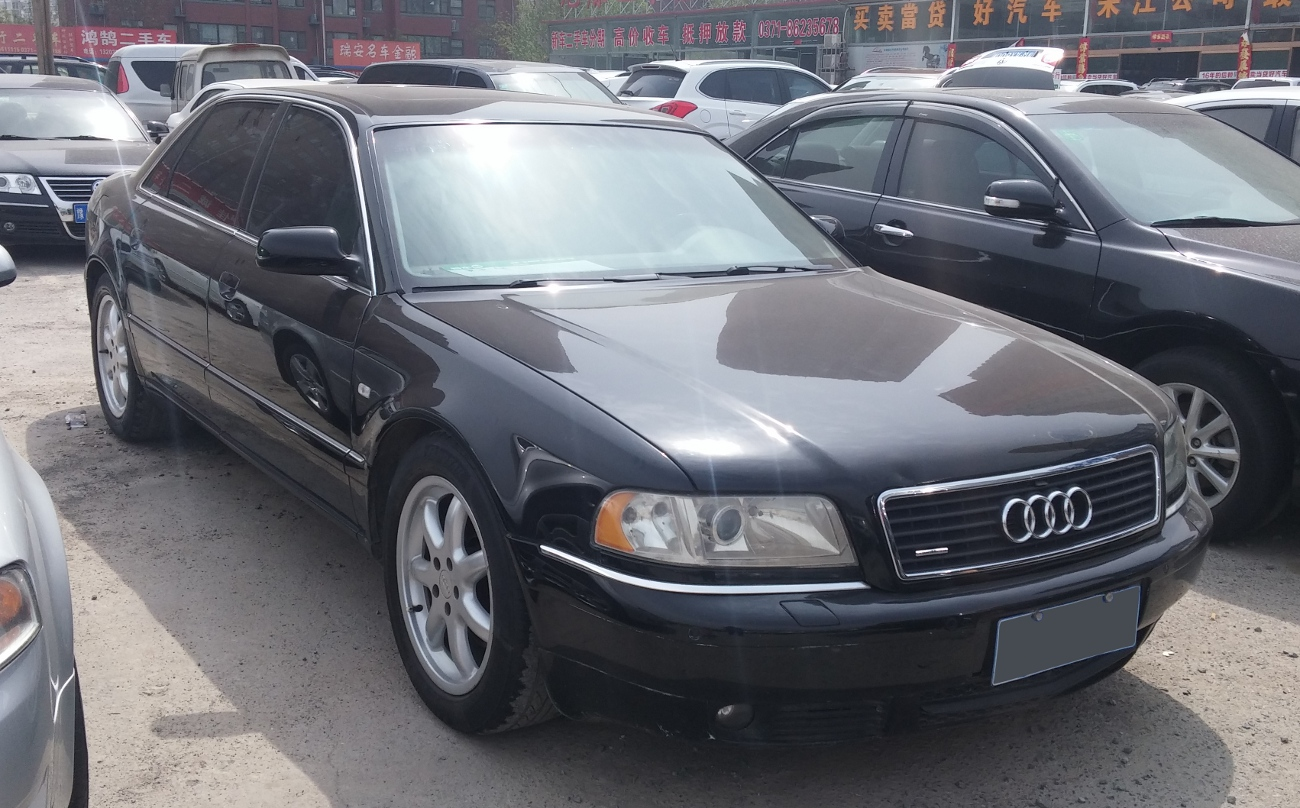
Audi A8 4D Facelift (China)
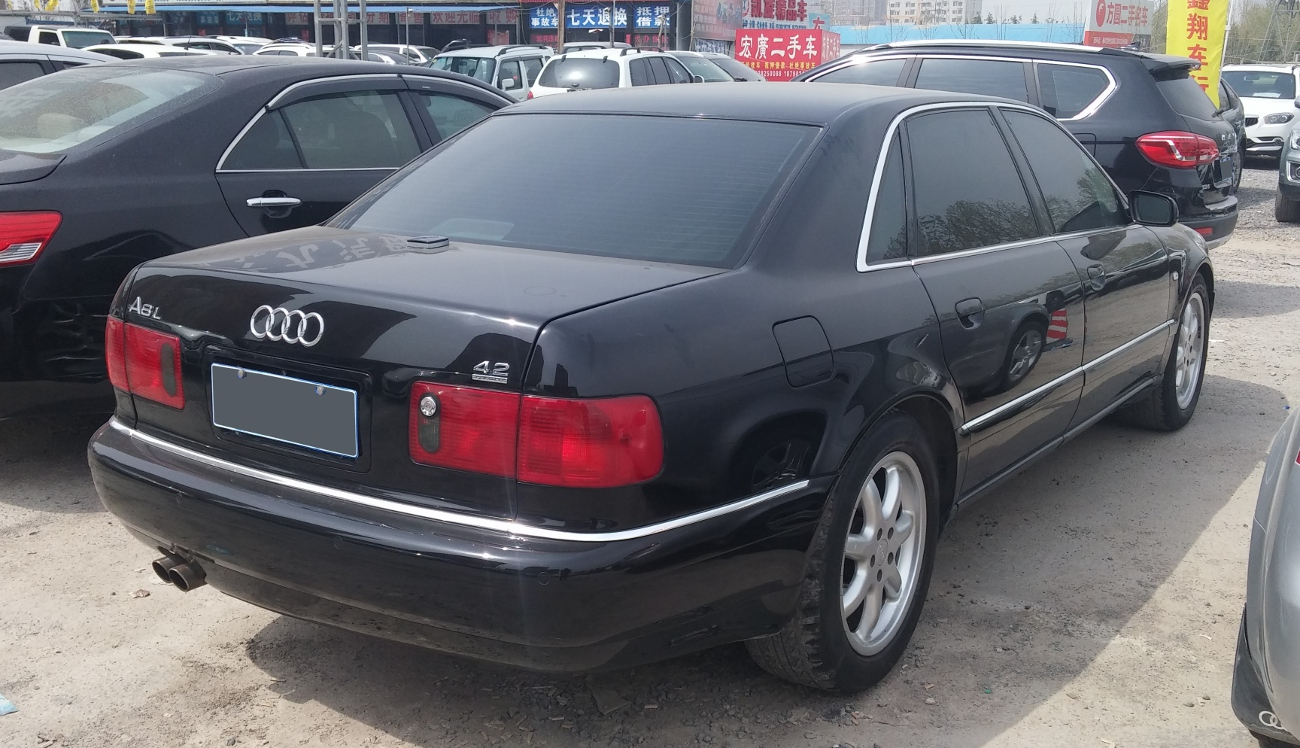
Heckansicht
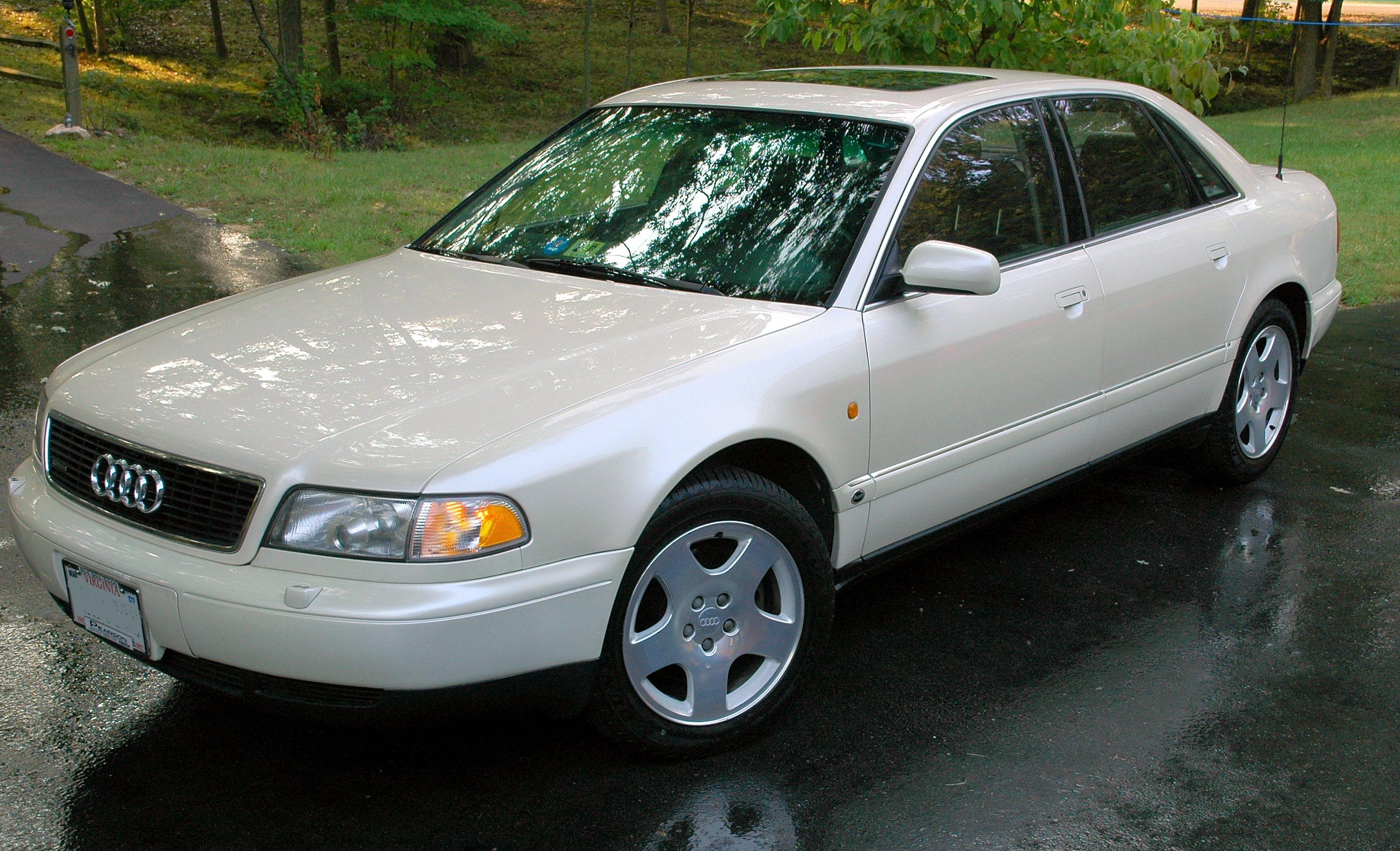
Audi A8 VFL (USA)
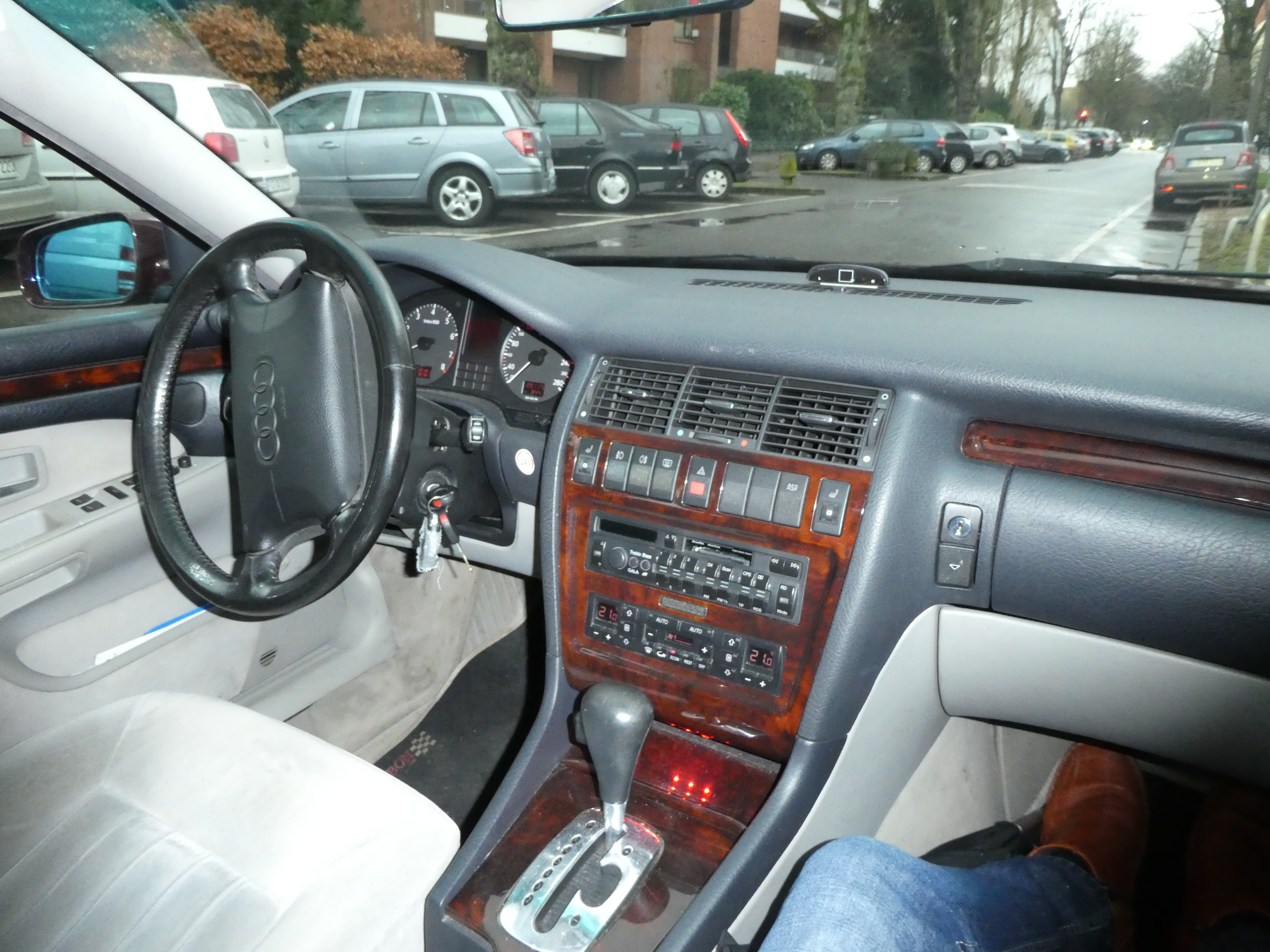
Interieur Vorfacelift (1994–1999)
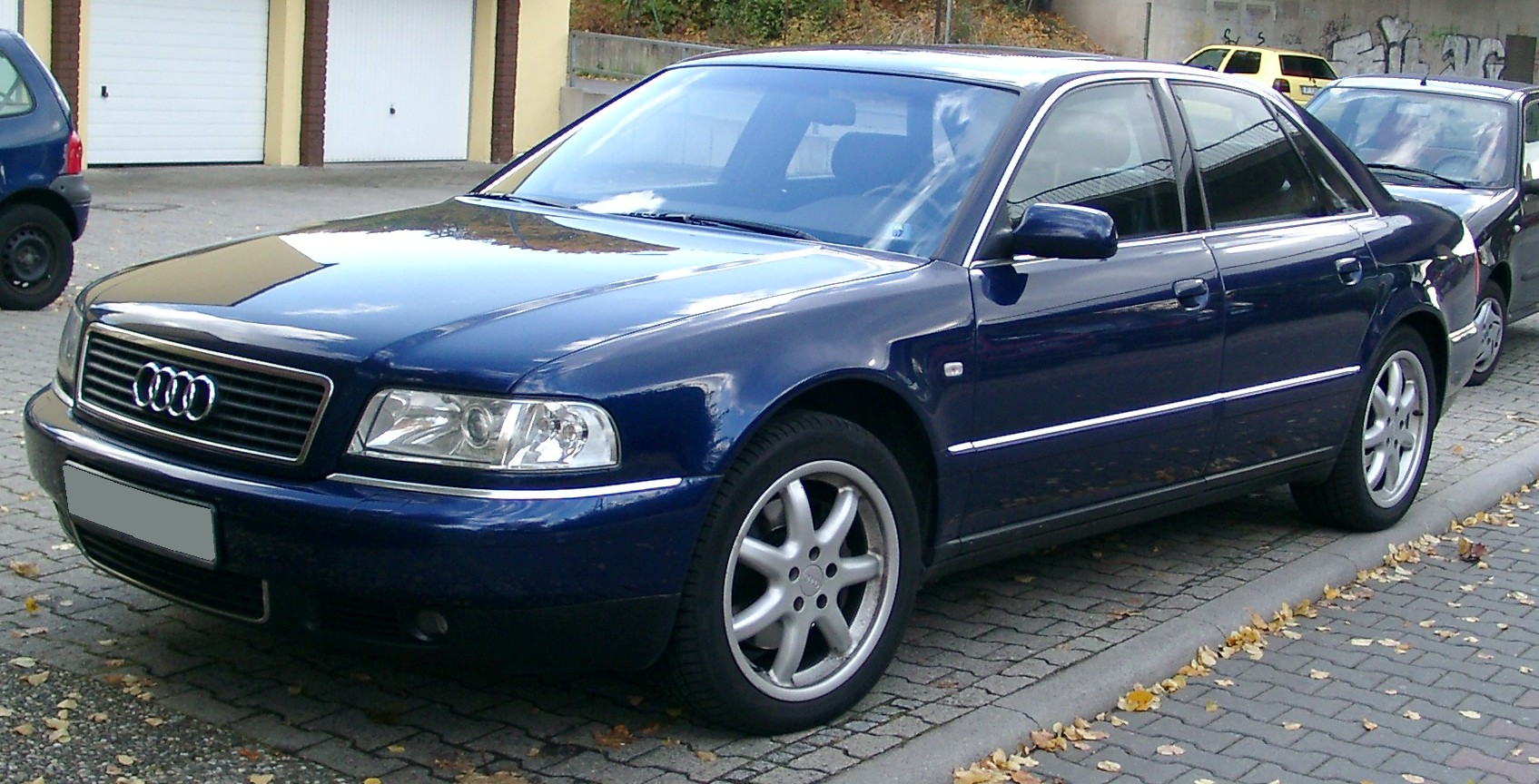
Audi A8 D2 Facelift 1 und 2 (Intern 4d2) (1999–2002)
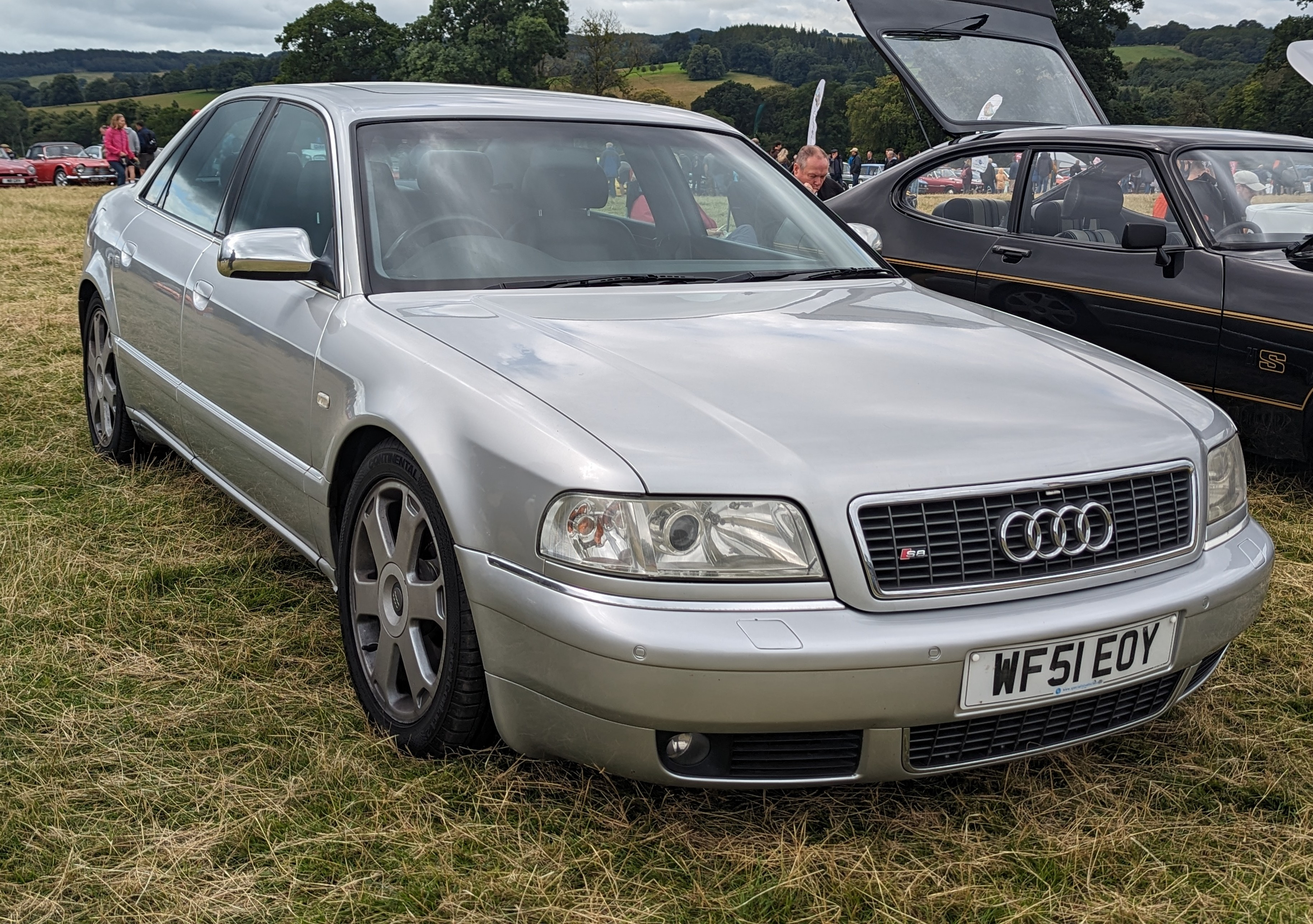
Audi S8 4.2 Quattro (1999–2002)

### Modellpflege
- 1999: Geänderte Front, Aluminiumleisten vorne/hinten, rechter Seitenspiegel gleich groß, geänderte Mittelkonsole, geänderte Türgriffe und weiße Seitenblinker
- 2001: Leicht geänderte Nebelscheinwerfer, Aluleiste am Aschenbecher und kleines Fach in der Mittelkonsole sowie ein Automatikgetriebe mit Schaltstufe „S“ (anstatt 2/3/4)

## Antrieb
Als Basismotorisierung kam ein 2,8-l-Ottomotor mit sechs Zylindern in V-Bauart zum Einsatz. Größter Motor der angebotenen Motorenpalette war der Zwölfzylinder-W-Motor (W12). Es gab auch einen Achtzylinder-Ottomotor in V-Bauart mit 4,2 Litern Hubraum, von dem auch der sportlicher aussehende Ableger S8 stammte.  Der erste A8 mit Dieselmotor (2.5 TDI) hatte anfangs eine maximale Leistung von 110 kW (150 PS) und wurde ab dem Modelljahr 2000 durch eine Version mit einer maximalen Leistung von 132 kW (180 PS) ersetzt. Im selben Jahr erfolgte die Vorstellung des ersten Achtzylinder-Dieselmotors (3.3 TDI). 
Während das Vorgängermodell Audi V8 ausschließlich mit dem Allradantrieb quattro ausgeliefert wurde, konnten die Kunden beim Audi A8 bei den kleineren Ottomotor-Varianten zwischen Front- und Allradantrieb wählen, da diese die damals bei Audi geltende Grenze von 200 PS für einachsgetriebene Fahrzeuge nicht überschritten. Frontantrieb ist in dieser Klasse unüblich, normalerweise sind Oberklassenmodelle mit Hinterradantrieb ausgestattet. Der von Audi beworbene Allradantrieb stellte zur Markteinführung ebenso eine Neuerung in der Oberklasse dar.
Bis zum Baujahr 1996 wurde in Verbindung mit 4,2-Liter-Motor (alle mit Allradantrieb) nur ein 4-Gang-Automatikgetriebe verbaut – ab Baujahr 1997 ein 5-Gang-Automatikgetriebe. Für die kleineren Motoren wurde wahlweise ein Handschaltgetriebe angeboten. Für die 4,2-Liter-Motorisierung konnte später im S8 auch zwischen einem Sechsgang-Handschaltgetriebe oder einem Fünfstufen-Automatikgetriebe gewählt werden.

## Der A8 in der Öffentlichkeit und den Medien
Audi setzte Ende der 1990er-Jahre stark auf medienwirksame Auftritte. So diente der damalige Audi S8 als Fluchtfahrzeug im Film Ronin (1998). Auch im Film Matrix Reloaded wurde ein Audi A8 oder S8 eingesetzt.
Gerhard Schröder setzte erstmals den Audi A8 als Staatskarosse ein, auch Angela Merkel nutzte einen A8. Bis dahin kamen die Fahrzeuge hoher Politiker zumeist von Mercedes-Benz oder seltener von BMW.

## Technische Daten

### Ottomotoren
|                                            | 2.8                            | 2.8                                       | 3.7                            | 3.7                            | 4.2                                                          | 4.2 (L)                        | S8                             | S8                             | 6.0 W12 (L) (1)                |
| ------------------------------------------ | ------------------------------ | ----------------------------------------- | ------------------------------ | ------------------------------ | ------------------------------------------------------------ | ------------------------------ | ------------------------------ | ------------------------------ | ------------------------------ |
| Bauzeitraum                                | 03/1994–03/1996                | 04/1996–09/2002                           | 07/1995–11/1998                | 11/1998–09/2002                | 03/1994–11/1998                                              | 11/1998–09/2002                | 07/1996–06/1999                | 06/1999–09/2002                | 01/2001–09/2002                |
| Motorart                                   | Ottomotor                      | Ottomotor                                 | Ottomotor                      | Ottomotor                      | Ottomotor                                                    | Ottomotor                      | Ottomotor                      | Ottomotor                      | Ottomotor                      |
| Motorbauart                                | V-Bauart                       | V-Bauart                                  | V-Bauart                       | V-Bauart                       | V-Bauart                                                     | V-Bauart                       | V-Bauart                       | V-Bauart                       | W-Bauart                       |
| Motoraufladung                             | –                              | –                                         | –                              | –                              | –                                                            | –                              | –                              | –                              | –                              |
| Gemischaufbereitung                        | Mehrpunkt-Saugrohreinspritzung | Mehrpunkt-Saugrohreinspritzung            | Mehrpunkt-Saugrohreinspritzung | Mehrpunkt-Saugrohreinspritzung | Mehrpunkt-Saugrohreinspritzung                               | Mehrpunkt-Saugrohreinspritzung | Mehrpunkt-Saugrohreinspritzung | Mehrpunkt-Saugrohreinspritzung | Mehrpunkt-Saugrohreinspritzung |
| Ventilsteuerung pro Zylinderbank           | OHC                            | DOHC                                      | DOHC                           | DOHC                           | DOHC                                                         | DOHC                           | DOHC                           | DOHC                           | DOHC                           |
| Zylinder/Ventile                           | 6/12                           | 6/30                                      | 8/32                           | 8/40                           | 8/32                                                         | 8/40                           | 8/32                           | 8/40                           | 12/48                          |
| Verdichtung                                | 10,0 : 1                       | 10,0 : 1                                  | 10,8 : 1                       | 11,0 : 1                       | 10,8 : 1                                                     | 11,0 : 1                       | 11,6 : 1                       | 11,0 : 1                       | 10,75 : 1                      |
| Hubraum                                    | 2771 cm³                       | 2771 cm³                                  | 3697 cm³                       | 3697 cm³                       | 4172 cm³                                                     | 4172 cm³                       | 4172 cm³                       | 4172 cm³                       | 5998 cm³                       |
| max. Leistung bei min−1                    | 128 kW (174 PS) / 5500         | 142 kW (193 PS) / 6000                    | 169 kW (230 PS) / 5500         | 191 kW (260 PS) / 6000         | 220 kW (300 PS) / 6000                                       | 228 kW (310 PS) / 6200         | 250 kW (340 PS) / 6600         | 265 kW (360 PS) / 7000         | 309 kW (420 PS) / 6000         |
| max. Drehmoment bei min−1                  | 250 Nm / 3000                  | 280 Nm / 3200                             | 315 Nm / 2700                  | 350 Nm / 3250                  | 400 Nm / 3300                                                | 410 Nm / 3000–4000             | 410 Nm / 3500                  | 430 Nm / 3400                  | 550 Nm / 3500–4750             |
| Antriebsart, Serie                         | Vorderradantrieb               | Vorderradantrieb                          | Vorderradantrieb               | Vorderradantrieb               | Allradantrieb                                                | Allradantrieb                  | Allradantrieb                  | Allradantrieb                  | Allradantrieb                  |
| Antriebsart, [Optional]                    | [Allradantrieb]                | [Allradantrieb]                           | [Allradantrieb]                | [Allradantrieb]                | –                                                            | –                              | –                              | –                              | –                              |
| Getriebeart, Serie                         | 5-Gang-Schaltgetriebe          | 5-Gang-Schaltgetriebe                     | 5-Gang-Automatikgetriebe       | 5-Gang-Automatikgetriebe       | 4-Gang-Automatikgetriebe 5-Gang-Automatikgetriebe (ab 10/96) | 5-Gang-Automatikgetriebe       | 6-Gang-Schaltgetriebe          | 6-Gang-Schaltgetriebe          | 5-Gang Automatikgetriebe       |
| Getriebeart, (Optional)                    | (4-Gang-Automatikgetriebe)     | (5-Gang-Automatikgetriebe)                | –                              | –                              | –                                                            | –                              | (5-Gang-Automatikgetriebe)     | (5-Gang-Automatikgetriebe)     | –                              |
| Leergewicht (2)                            | 1460–1500 kg                   | 1510–1635 kg                              | 1645–1725 kg                   | 1645–1725 kg                   | 1750 kg                                                      | 1880 kg                        | 1720 kg                        | 1730–1750 kg                   | 1950 kg                        |
| Beschleunigung, 0–100 km/h                 | 9,1 s (10,2 s)                 | 8,4 s (9,9 s) [8,5 s (10,1 s)]            | 8,7 s [9,1 s]                  | 8,1 s [8,6 s]                  | 7,3 s                                                        | 6,9 s                          | 5,5 s (6,8 s)                  | 5,4 s (6,6 s)                  | 5,6 s                          |
| Höchstgeschwindigkeit (2)                  | 228 km/h (225 km/h)            | 236 km/h (233 km/h) [235 km/h (232 km/h)] | 247 km/h [245 km/h]            | 250 km/h (3)                   | 250 km/h (3)                                                 | 250 km/h (3)                   | 250 km/h (3)                   | 250 km/h (3)                   | 250 km/h (3)                   |
| Kraftstoffverbrauch auf 100 km, innerorts  | 12,8 l (13,9 l) (4)            | 14,2 l (16,4 l) [15,9 l (17,6 l)]         | 18,6 l [19,6 l]                | 16,9 l [18,3 l]                | 19,6 l                                                       | 19,5 l                         | 20,8 l                         | 20,8 l (21,7 l)                | 21,4 l                         |
| Kraftstoffverbrauch auf 100 km, außerorts  | 7,2 l (7,4 l) (5)              | 7,4 l (7,5 l) [8,4 l (8,4 l)]             | 8,5 l [9,0 l]                  | 8,4 l [8,9 l]                  | 9,7 l                                                        | 9,1 l                          | 10,5 l                         | 9,7 l (9,6 l)                  | 10,8 l                         |
| Kraftstoffverbrauch auf 100 km, kombiniert | 8,9 l (9,4 l) (6)              | 9,9 l (10,8 l) [11,2 l (11,8 l)]          | 12,0 l [12,9 l]                | 11,5 l [12,3 l]                | 13,4 l                                                       | 12,9 l                         | 14,3 l                         | 13,7 l (13,9 l)                | 14,7 l                         |
| Bezugsnorm für Kraftstoffverbrauch         | 89/491/EWG                     | 93/116/EG                                 | 93/116/EG                      | 93/116/EG                      | 93/116/EG                                                    | 93/116/EG                      | 93/116/EG                      | 93/116/EG                      | 1999/100/EG                    |
| Quelle                                     | [ 6 ]                          | [ 7 ]                                     | [ 8 ]                          | [ 9 ]                          | [ 10 ]                                                       | [ 11 ]                         | [ 12 ]                         | [ 13 ]                         | [ 14 ]                         |

- Werte in ( ) Klammern gelten für Fahrzeuge mit Automatikgetriebe.
- Werte in [ ] Klammern gelten für Fahrzeuge mit Allradantrieb.

### Dieselmotoren
|                                            | 2.5 TDI                                        | 2.5 TDI                                        | 3.3 TDI                          |
| ------------------------------------------ | ---------------------------------------------- | ---------------------------------------------- | -------------------------------- |
| Bauzeitraum                                | 01/1997–04/2000                                | 09/2000–09/2002                                | 06/2000–09/2002                  |
| Motorart                                   | Dieselmotor                                    | Dieselmotor                                    | Dieselmotor                      |
| Motorbauart                                | V-Bauart                                       | V-Bauart                                       | V-Bauart                         |
| Motoraufladung                             | VTG-Turbolader, Ladeluftkühler                 | VTG-Turbolader, Ladeluftkühler                 | 2 VTG-Turbolader, Ladeluftkühler |
| Gemischaufbereitung                        | Direkteinspritzung mit Verteilereinspritzpumpe | Direkteinspritzung mit Verteilereinspritzpumpe | Common-Rail-Einspritzung         |
| Ventilsteuerung pro Zylinderbank           | DOHC                                           | DOHC                                           | DOHC                             |
| Zylinder/Ventile                           | 6/24                                           | 6/24                                           | 8/32                             |
| Verdichtung                                | 19,5 : 1                                       | 19,5 : 1                                       | 18,0 : 1                         |
| Hubraum                                    | 2496 cm³                                       | 2496 cm³                                       | 3328 cm³                         |
| max. Leistung bei min−1                    | 110 kW (150 PS) / 4000                         | 132 kW (180 PS) / 4000                         | 165 kW (224 PS) / 4000           |
| max. Drehmoment bei min−1                  | 310 Nm / 1500–3200                             | 370 Nm / 1500–2500                             | 480 Nm / 1800–3000               |
| Antriebsart, Serie                         | Vorderradantrieb                               | Vorderradantrieb                               | Allradantrieb                    |
| Antriebsart, [Optional]                    | [Allradantrieb]                                | [Allradantrieb]                                | –                                |
| Getriebeart, Serie                         | 6-Gang-Schaltgetriebe                          | 6-Gang-Schaltgetriebe                          | 5-Gang-Automatikgetriebe         |
| Getriebeart, (Optional)                    | (5-Gang-Automatikgetriebe)                     | (5-Gang-Automatikgetriebe)                     | –                                |
| Leergewicht (1)                            | 1595–1705 kg                                   | 1630–1735 kg                                   | 1860 kg                          |
| Beschleunigung, 0–100 km/h                 | 9,9 s (10,9 s) [(11,1 s)]                      | 8,8 s (9,3 s) [(9,9 s)]                        | 8,2 s                            |
| Höchstgeschwindigkeit (1)                  | 220 km/h (214 km/h) [(213 km/h)]               | 227 km/h (225 km/h) [(224 km/h)]               | 242 km/h                         |
| Kraftstoffverbrauch auf 100 km, innerorts  | 10,3 l (11,6 l) [(12,7 l)]                     | 10,3 l (11,7 l) [(13,0 l)]                     | 13,8 l                           |
| Kraftstoffverbrauch auf 100 km, außerorts  | 5,6 l (6,2 l) [(6,7 l)]                        | 5,4 l (6,0 l) [(6,5 l)]                        | 7,3 l                            |
| Kraftstoffverbrauch auf 100 km, kombiniert | 7,3 l (8,2 l) [(8,9 l)]                        | 7,2 l (8,1 l) [(8,9 l)]                        | 9,7 l                            |
| Bezugsnorm für Kraftstoffverbrauch         | 93/116/EG                                      | 93/116/EG                                      | k. A.                            |
| Quelle                                     | [ 15 ]                                         | [ 16 ]                                         | [ 17 ]                           |

- Werte in ( ) Klammern gelten für Fahrzeuge mit Automatikgetriebe.
- Werte in [ ] Klammern gelten für Fahrzeuge mit Allradantrieb.

## Bestand in Deutschland
Aufgeführt ist der Bestand an Audi A8 D2 nach Hersteller- (HSN) und Typschlüsselnummern (TSN) in Deutschland laut Kraftfahrt-Bundesamt. Typen mit weniger als 100 Fahrzeugen werden nicht ausgewiesen. Bis 2007 beinhaltete der Bestand neben der Anzahl der angemeldeten Fahrzeuge auch die Anzahl der vorübergehenden Stilllegungen. Seit 2008 enthält der Bestand lediglich den „fließenden Verkehr“ einschließlich der Saisonkennzeichen.
| HSN/TSN  | Modell          | kW     | 1.1.2005 | 1.1.2006 | 1.1.2008 | 1.1.2009 | 1.1.2010 | 1.1.2011 | 1.1.2012 | 1.1.2013 | 1.1.2014 | 1.1.2015 |
| -------- | --------------- | ------ | -------- | -------- | -------- | -------- | -------- | -------- | -------- | -------- | -------- | -------- |
| 0588/581 | 4.2 quattro     | 220    | 6.276    | 5.658    | 3.912    | 3.629    | 3.438    | 3.206    | 3.014    | 2.727    | 2.460    | 2.288    |
| 0588/582 | 2.8             | 128    | 1.011    | 928      | 596      | 535      | 517      | 484      | 456      | 420      | 381      | 352      |
| 0588/587 | 2.8 quattro     | 128    | 426      | 382      | 241      | 209      | 195      | 183      | 180      | 166      | 148      | 134      |
| 0588/606 | 3.7             | 169    | 1.332    | 1.231    | 845      | 790      | 739      | 688      | 648      | 600      | 544      | 490      |
| 0588/609 | 3.7 quattro     | 169    | 1.564    | 1.450    | 1.023    | 969      | 918      | 896      | 840      | 752      | 685      | 623      |
| 0588/631 | 2.8             | 142    | 1.647    | 1.536    | 1.147    | 1.068    | 1.038    | 1.003    | 961      | 885      | 819      | 769      |
| 0588/632 | 2.8 quattro     | 142    | 1.081    | 995      | 745      | 700      | 674      | 655      | 624      | 580      | 557      | 526      |
| 0588/642 | S8              | 250    | 742      | 668      | 470      | 452      | 447      | 430      | 403      | 384      | 371      | 349      |
| 0588/657 | 2.5 TDI         | 110    | 1.611    | 1.410    | 908      | 770      | 687      | 593      | 512      | 436      | 370      | 319      |
| 0588/670 | 2.5 TDI quattro | 110    | 784      | 669      | 420      | 334      | 313      | 261      | 222      | 199      | 174      | 156      |
| 0588/717 | 3.7             | 191    | 308      | 270      | 217      | 217      | 214      | 213      | 199      | 187      | 178      | 165      |
| 0588/718 | 3.7 quattro     | 191    | 1.146    | 1.058    | 801      | 757      | 739      | 726      | 684      | 653      | 627      | 584      |
| 0588/719 | 4.2 quattro     | 228    | 3.454    | 3.137    | 2.311    | 2.174    | 2.127    | 2.034    | 1.970    | 1.841    | 1.762    | 1.637    |
| 0588/721 | S8              | 265    | 1.499    | 1.264    | 847      | 792      | 758      | 731      | 706      | 704      | 694      | 654      |
| 0588/722 | 3.3 TDI quattro | 165    | 2.601    | 2.221    | 1.375    | 1.142    | 1.053    | 896      | 769      | 654      | 541      | 474      |
| 0588/723 | 2.5 TDI         | 132    | 884      | 789      | 566      | 511      | 477      | 429      | 379      | 325      | 290      | 254      |
| 0588/724 | 2.5 TDI quattro | 132    | 810      | 661      | 437      | 380      | 342      | 312      | 271      | 247      | 213      | 194      |
| 0588/744 | 6.0 W12 quattro | 309    | 362      | 339      | 239      | 225      | 204      | 207      | 196      | 171      | 154      | 142      |
| Quelle   | Quelle          | Quelle | [ 18 ]   | [ 19 ]   | [ 20 ]   | [ 21 ]   | [ 22 ]   | [ 23 ]   | [ 24 ]   | [ 25 ]   | [ 26 ]   | [ 27 ]   |